# John Konrads
John Konrads (letó: Jānis Konrads)  (Riga, 21 de maig de 1942 - Sydney, 25 d'abril de 2021) (en letó: Jānis Konrads) fou un nedador australià, d'origen letó, que va aconseguir guanyar tres medalles olímpiques.

## Biografia
Va néixer el 21 de maig de 1942 a la ciutat de Riga, població situada en aquells moments a la República Socialista Soviètica de Letònia (Unió Soviètica) i que avui dia forma part de Letònia. Els seus pares emigraren de Letònia l'any 1944 instal·lant-se a l'Alemanya nazi, instal·lant-se a Austràlia l'any 1949 després de ser denegat l'asil als Estats Units. És germà de la també nedadora i medallista olímpica Ilsa Konrads.
Això va arribar després de l'ocupació de Letònia per les tropes alemanyes durant la Segona Guerra Mundial i després de la reocupació de les tropes soviètiques. Vivint a Alemanya fins al 1949, la seva sol·licitud d'immigració als Estats Units va ser rebutjada a causa de la gran mida de la família. En canvi, Austràlia els va acceptar. Primer es van localitzar al camp de migrants de Greta prop de Maitland, Nova Gal·les del Sud, i després van ser traslladats a un campament a Uranquinty, al centre-oest de Nova Gal·les del Sud, en el que havia estat una base de la Royal Australian Air Force. Allà el seu pare Janis va ensenyar als nens a nedar, tement que poguessin ofegar-se als nombrosos abeuradors i preses del campament. Després de passar quatre setmanes a l'hospital a causa d'un cas de poliomielitis, Konrads va nedar terapèuticament per recuperar les forces.

## Carrera esportiva
Especialista en la modalitat de crol, va participar als 18 anys en els Jocs Olímpics d'Estiu de 1960 realitzats a Roma (Itàlia), on va aconseguir guanyar la medalla d'or en les proves dels 1.500 metres lliures, establint un nou rècord olímpic amb un temps de 17:19.6 minuts, i la medalla de bronze en les proves dels 400 metres lliures i dels relleus 4x200 metres lliures.
Participà en els Jocs Olímpics d'Estiu de 1964 realitzats a Tòquio (Japó), si bé únicament ho feu en els relleus 4x200 metres lliures, dels quals l'equip australià fou eliminat en la primera ronda.
Al llarg de la seva carrera guanyà tres medalles en els Jocs de l'Imperi Britànic i de la Comunitat, totes elles d'or.
En retirar-se de la competició activa fou entrenador de natació, i posteriorment va esdevenir director de la secció australiana de la companyia L'Oréal.
Konrads va morir el 25 d'abril de 2021 a l'edat de 78 anys.